# Orange fruktduva
Orange fruktduva (Ptilinopus victor) är en fågel i familjen duvor inom ordningen duvfåglar.

## Utseende och läte
Orange fruktduva är en spektakulär duva med helt unik fjäderdräkt. Hanen är lysande orange med udda hårlika fjädrar och bjärt gula vingspetsar. Huvudet är mattare brunt. Honan är mestadels grön med gult under stjärten och brunaktigt ansikte. Även lätet är unikt, på håll som en droppande vattenkran och närmare mer som när någon knäpper fingrarna. 

## Utbredning och systematik
Orange fruktduva förekommer enbart i norra Fijiöarna. Den delas in i två underarter med följande utbredning:
- Ptilinopus victor victor – förekommer på norra Fiji (Vanua Levu, Rabi, Kooa och Taveuni)
- Ptilinopus victor aureus – förekommer på nordöstra Fiji (Qamea och Laucala)

## Status
Arten har ett litet utbredningsområde, men beståndet verkar stabilt. IUCN kategoriserar arten som livskraftig.

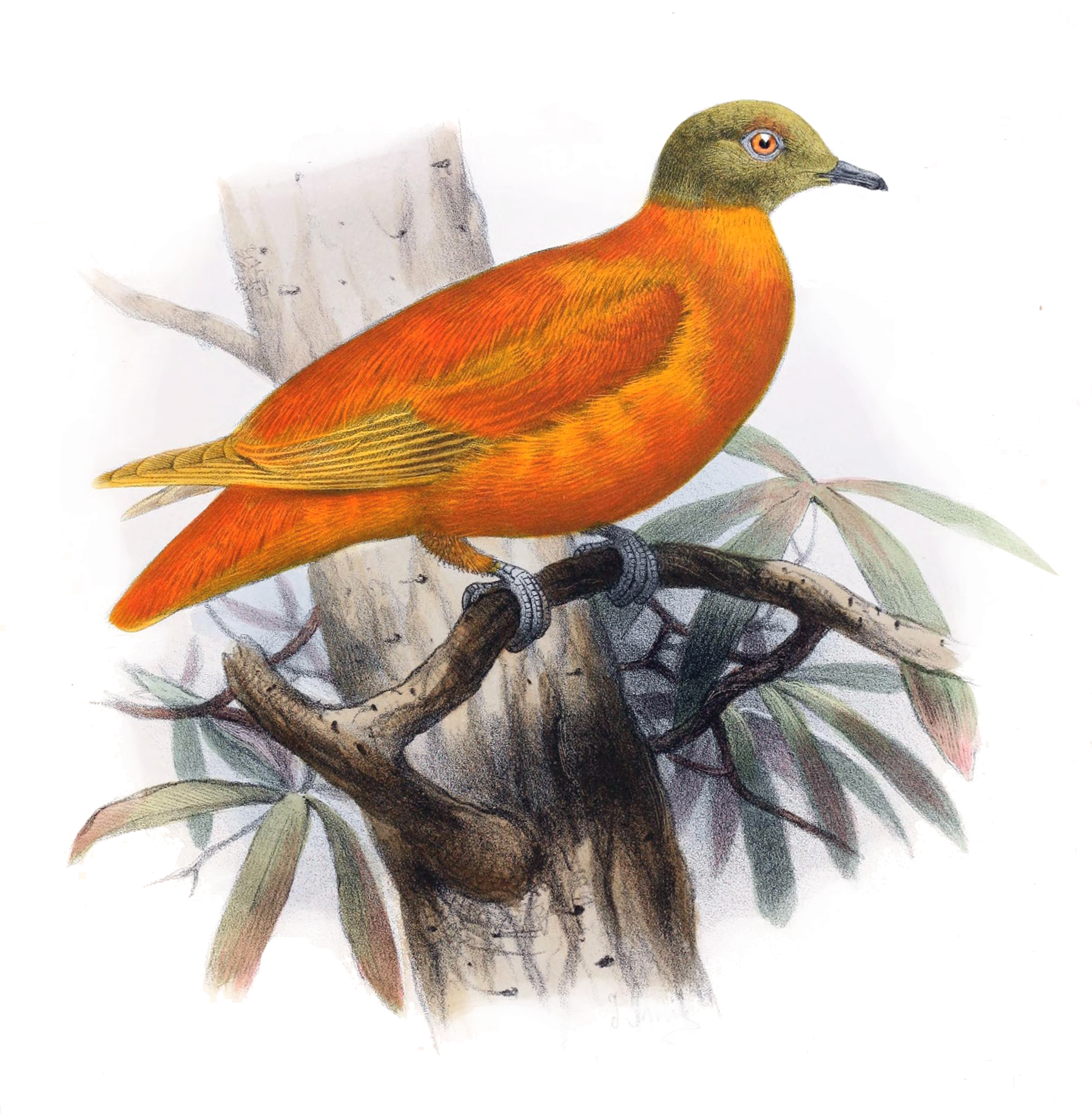